# Driessenia ferox
Driessenia ferox är en tvåhjärtbladig växtart som beskrevs av Reinier Cornelis Bakhuizen van den Brink. Driessenia ferox ingår i släktet Driessenia och familjen Melastomataceae. Inga underarter finns listade i Catalogue of Life.